# کیم جی سونگ (بازیکن فوتبال)
کیم جی سونگ (انگلیسی: Kim Ji-sung؛ ۷ نوامبر ۱۹۲۴ – ۱۲ نوامبر ۱۹۸۲) بازیکن و مربی فوتبال اهل کره جنوبی بود.
وی همچنین در تیم ملی فوتبال کره جنوبی بازی کرده‌است.
وی در مسابقات کشوری و بین‌المللی در مجموع برندهٔ ۱ مدال طلا، ۳ مدال نقره شده‌است.